# UCI Àfrica Tour 2012-2013
L'UCI Àfrica Tour 2012-2013 és la novena edició de l'UCI Àfrica Tour, un dels cinc circuits continentals de ciclisme de la Unió Ciclista Internacional. Està format per trenta-una proves, organitzades entre el 3 d'octubre de 2012 i el 9 de juny de 2013 a l'Àfrica.

## Evolució del calendari

### Octubre de 2012
| Data  | Cursa                   | País         | Cat. | Vencedor          | Equip                          |
| ----- | ----------------------- | ------------ | ---- | ----------------- | ------------------------------ |
| 3-7   | Gran Premi Chantal Biya | Camerun      | 2.2  | Alexandre Mercier | Equip regional del Jura        |
| 19-28 | Tour de Faso            | Burkina Faso | 2.2  | Rasmané Ouédraogo | Equip nacional de Burkina Faso |

### Novembre de 2012
| Data  | Cursa                                           | País         | Cat. | Vencedor                                                                          | Equip                        |
| ----- | ----------------------------------------------- | ------------ | ---- | --------------------------------------------------------------------------------- | ---------------------------- |
| 7     | Campionat d'Àfrica de contrarellotge per equips | Burkina Faso | CC   | Natnael Berhane · Freqalsi Abrha · Daniel Teklehaimanot · Jani Tewelde Weldegabir | Equip nacional d'Eritrea     |
| 9     | Campionat d'Àfrica de contrarellotge            | Burkina Faso | CC   | Daniel Teklehaimanot                                                              | Equip nacional d'Eritrea     |
| 11    | Campionat d'Àfrica en ruta                      | Burkina Faso | CC   | Natnael Berhane                                                                   | Equip nacional d'Eritrea     |
| 18-25 | Tour de Ruanda                                  | Ruanda       | 2.2  | Darren Lill                                                                       | Equip nacional de Sud-àfrica |

### Gener de 2013
| Data  | Cursa                  | País  | Cat. | Vencedor    | Equip         |
| ----- | ---------------------- | ----- | ---- | ----------- | ------------- |
| 14-20 | Tropicale Amissa Bongo | Gabon | 2.2  | Yohann Gène | Team Europcar |

### Febrer de 2013
| Data  | Cursa                                           | País    | Cat. | Vencedor           | Equip                                |
| ----- | ----------------------------------------------- | ------- | ---- | ------------------ | ------------------------------------ |
| 16-17 | Fenkel Northern Redsea                          | Eritrea | 2.2  | Tesfay Abraha      | MTN Qhubeka-WCC Africa Team          |
| 19-22 | Tour d'Eritrea                                  | Eritrea | 2.2  | Mekseb Debesay     | Equip nacional d'Eritrea             |
| 22    | Circuit d'Asmara                                | Eritrea | 1.2  | Abdalla Ben Youcef | Groupement Sportif Petrolier Algérie |
| 26    | Challenge de la Marxa Verda - GP Sakia El Hamra | Marroc  | 1.2  | Essaïd Abelouache  | Equip nacional del Marroc            |
| 27    | Challenge de la Marxa Verda - GP Oued Eddahab   | Marroc  | 1.2  | Adil Jelloul       | Equip nacional del Marroc            |
| 28    | Challenge de la Marxa Verda - GP Al Massira     | Marroc  | 1.2  | Ismail Ayoune      | Equip nacional del Marroc            |

### Març de 2013
| Data  | Cursa           | País    | Cat. | Vencedor            | Equip                    |
| ----- | --------------- | ------- | ---- | ------------------- | ------------------------ |
| 11-15 | Tour d'Algèria  | Algèria | 2.2  | Víctor de la Parte  | SP Tableware             |
| 16    | Circuit d'Alger | Algèria | 1.2  | Martin Pedersen     | Christina Watches-Onfone |
| 18-20 | Tour de Tipaza  | Algèria | 2.2  | Constantino Zaballa | Christina Watches-Onfone |
| 21-23 | Tour de Blida   | Algèria | 2.2  | Hichem Chabane      | Vélo Club Sovac          |
| 29-7  | Volta al Marroc | Marroc  | 2.2  | Mathieu Perget      | CMI-Greenover            |

### Abril de 2013
| Data  | Cursa       | País       | Cat. | Vencedor      | Equip                        |
| ----- | ----------- | ---------- | ---- | ------------- | ---------------------------- |
| 17-21 | Mzanzi Tour | Sud-àfrica | 2.2  | Robert Hunter | Equip nacional de Sud-àfrica |

### Maig de 2013
| Data | Cursa                                               | País   | Cat. | Vencedor       | Equip                     |
| ---- | --------------------------------------------------- | ------ | ---- | -------------- | ------------------------- |
| 10   | Challenge del Príncep - Trophée Princier            | Marroc | 1.2  | Adil Jelloul   | Equip nacional del Marroc |
| 11   | Challenge del Príncep - Trophée de l'Anniversaire   | Marroc | 1.2  | Rafaâ Chtioui  | Equip nacional de Tunísia |
| 12   | Challenge del Príncep - Trophée de la Maison Royale | Marroc | 1.2  | Maher Hasnaoui | Equip nacional de Tunísia |

## Classificacions
- Font: UCI Àfrica Tour Arxivat 2012-12-16 a Wayback Machine.

| #   | Ciclista                 | Equip           | Pts.   |
| --- | ------------------------ | --------------- | ------ |
| 1.  | Adil Jelloul (MAR)       | -               | 223    |
| 2.  | Hichem Chaabane (ALG)    | Vélo Club Sovac | 143,67 |
| 3.  | Essaïd Abelouache (MAR)  | -               | 137    |
| 4.  | Yohann Gène (FRA)        | Team Europcar   | 130    |
| 5.  | Rafaâ Chtioui (TUN)      | -               | 127,67 |
| 6.  | Mathieu Perget (FRA)     | -               | 124    |
| 7.  | Jay Robert Thomson (RSA) | MTN Qhubeka     | 123    |
| 8.  | Rasmané Ouédraogo (BUR)  | -               | 120,33 |
| 9.  | Soufiane Haddi (MAR) *   | -               | 119    |
| 10. | Reda Aadel (MAR) *       | -               | 113    |

| #   | Ciclista                             | País       | Pts.   |
| --- | ------------------------------------ | ---------- | ------ |
| 1.  | MTN Qhubeka                          | Sud-àfrica | 332,67 |
| 2.  | Vélo Club Sovac                      | Algèria    | 291,68 |
| 3.  | Team Europcar                        | França     | 240,67 |
| 4.  | Christina Watches-Onfone             | Dinamarca  | 234    |
| 5.  | Groupement Sportif Pétrolier Algérie | Algèria    | 225    |
| 6.  | Konya Torku Şeker Spor               | Turquia    | 134    |
| 7.  | SP Tableware                         | Grècia     | 108    |
| 8.  | Dukla Trencin-Trek                   | Eslovàquia | 80     |
| 9.  | BDC-Marcpol Team                     | Polònia    | 55     |
| 10. | Cofidis                              | França     | 45     |

| #   | País         | Pts.   |
| --- | ------------ | ------ |
| 1.  | Marroc       | 929    |
| 2.  | Eritrea      | 826,54 |
| 3.  | Algèria      | 500,01 |
| 4.  | Sud-àfrica   | 433    |
| 5.  | Tunísia      | 288,68 |
| 6.  | Burkina Faso | 248,32 |
| 7.  | Etiòpia      | 147    |
| 8.  | Ruanda       | 140,32 |
| 9.  | Lesotho      | 140    |
| 10. | Zimbàbue     | 131    |

| #   | País (Sub-23) | Pts.   |
| --- | ------------- | ------ |
| 1.  | Eritrea       | 714,87 |
| 2.  | Marroc        | 260    |
| 3.  | Algèria       | 130,01 |
| 4.  | Etiòpia       | 130    |
| 5.  | Sud-àfrica    | 69     |
| 6.  | Ruanda        | 60,33  |
| 7.  | Lesotho       | 45     |
| 8.  | Gabon         | 40     |
| 9.  | Tunísia       | 40     |
| 10. | Costa d'Ivori | 40     |